# Dolichognatha pentagona
Dolichognatha pentagona är en spindelart som först beskrevs av Nicholas Marcellus Hentz 1850.  Dolichognatha pentagona ingår i släktet Dolichognatha och familjen käkspindlar. Inga underarter finns listade i Catalogue of Life.